# Hyundai Motor Group
Hyundai Motor Group är en sydkoreansk multinationell fordonskoncern som består av Sydkoreas två största fordonstillverkare Hyundai och Kia och lyxbilstillverkaren Genesis. 
Hyundai Motor Group var 2022 världens tredje största fordonstillverkare efter Toyota och Volkswagen AG.